# Nilgiri (Tee)

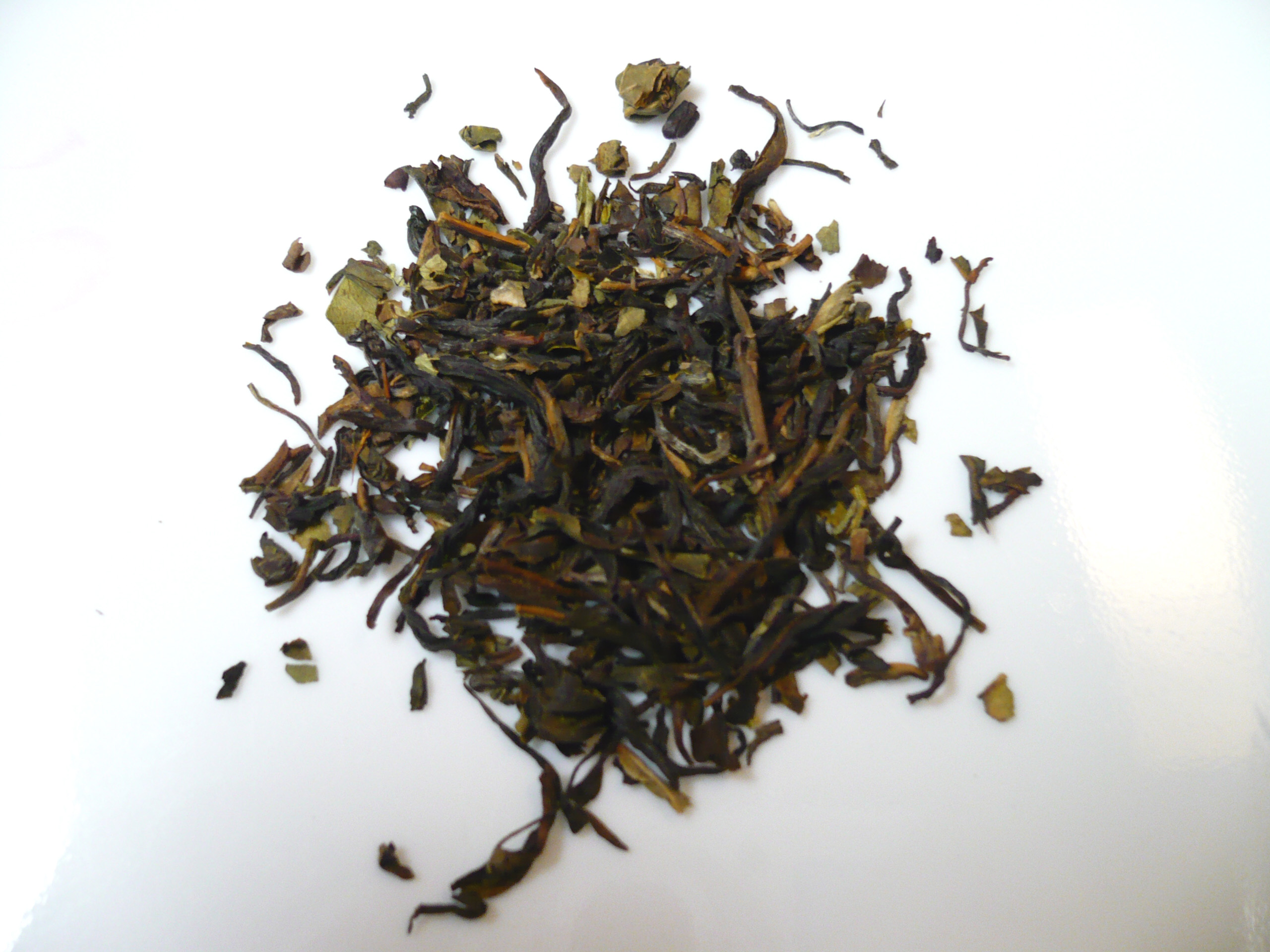
Nilgiri-Tee

Nilgiri ist ein Tee, der sowohl als grüner Tee, zumeist aber als schwarzer Tee erhältlich ist. Er wird in den Nilgiri-Bergen in Tamil Nadu im Südwesten Indiens in Höhen zwischen 800 und 2000 Metern angebaut und oft für Teemischungen eingesetzt. Das Aroma ähnelt dem des Ceylon-Tees. Großer Abnehmer war früher die Sowjetunion, sonst spielt die Sorte auf dem Weltmarkt keine große Rolle.
Nilgiri gilt durch seinen niedrigen Tannin-Gehalt als leicht bekömmlich. Darüber hinaus wird er nicht so schnell bitter wie andere Tee-Sorten.